# خونبندي
سد خونبندي (بالأوزبكية: Xonbandi / Хонбанди) هو سد وخزان تاريخي في منطقة فورش، ولاية جيزاخ، أوزبكستان، ويعود تاريخه إلى القرن العاشر. يحجز السد مياه نهري أوسمونسوي وإيلونشيسوي، اللذين ينبعان من جبال نوراتاو، لأغراض الري. أضيف السد إلى القائمة المؤقتة للتراث العالمي لليونسكو في 1 يونيو 1996، في الفئة الثقافية.

## وصف الموقع
من مركز التراث العالمي لليونسكو:
بني في منطقة سمرقند خلال القرنين العاشر والثالث عشر ثماني قنوات و680 سدًا، ولم يبق منها إلا أربعة سدود بهذا الحجم. بني سد خونبندي في أوسلان في وادي باستاجا. يبلغ الطول العلوي 57.75م، والسفلي 24.35م، والارتفاع 15.25م. بني السد من ألواح الجرانيت المقطوعة على أساس محلول مقاوم للماء. صممت فيه تسعة ثقوب مخروطية الشكل، على ارتفاعات مختلفة، لتنظيم تدفق المياه. قاعدة السد أسمك من قمته بأربع مرات. يبلغ طول الخزان 1.5 كم وعرضه 52 متراً بالقرب من السد و200 متر بالقرب من الوادي.